# Adam Frasunkiewicz
Adam Frasunkiewicz (* 23. Dezember 1873 in Bromberg; † 31. Juli 1923 in Bremen) war gelernter Schuhmacher und entwickelte sich als entschiedener Kriegsgegner im Ersten Weltkrieg zum Revolutionär. Als Exponent des linken Parteiflügels der USPD nahm er eine Führungsposition in der Bremer Räterepublik ein und war nach deren Zerschlagung als Bezirkssekretär der Partei tätig. Nach dem Zusammenschluss der SPD mit der USPD im September 1922 verlor er rasch an Einfluss und verlor sein Parteiamt.

## Leben

### Berufliche Entwicklung und Parteikarriere in der SPD vor dem Ersten Weltkrieg
Als Sohn eines Schuhmachers im katholischen Milieu geboren, erlernte er den Beruf seines Vaters und ging auf Wanderschaft. 1897 ließ er sich in Bremen nieder und trat der freien Gewerkschaft sowie der SPD bei, in der er sich stark engagierte. Seinem katholischen Glauben schwor er ab. Um 1903 machte er sich als Schuhmacher selbständig. Anfang 1909 verzog er in den preußischen Fabrikvorort Hemelingen, wo er die Filialexpedition der Bremer Bürger-Zeitung übernahm. Noch im selben Jahr wurde er von der Arbeiterschaft mit überwältigender Mehrheit in den Gemeindeausschuss gewählt. Vom September 1913 bis März 1914 absolvierte er den letzten Kursus an der zentralen Parteischule der SPD in Berlin. Im April bestimmte ihn die Generalversammlung des Sozialdemokratischen Parteivereins Hemelingen (869 Mitglieder) zum 1. Vorsitzenden.

### Aktivität und Schutzhaft im Ersten Weltkrieg
Nach Ausbruch des Ersten Weltkrieges engagierte sich Frasunkiewicz, der wegen einer Rückgratverkrümmung nicht militärtauglich war, als Kriegsgegner. So unterschrieb er im Sommer 1915 den von Karl Liebknecht entworfenen „offenen Brief“ an die Reichstagsfraktion und den Parteivorstand der SPD. In Parteiversammlungen agitierte er gegen deren Burgfriedenspolitik und forderte die Rückkehr zum Klassenkampf. Im April 1917 beteiligte er sich wahrscheinlich am Gründungskongress der USPD in Gotha. Sein Hemelinger Ortsverein schloss sich mit großer Mehrheit der neuen Partei an. Mitte August 1917 wurde er in Schutzhaft genommen und saß bis zum 31. Oktober 1918 im Bremer Untersuchungsgefängnis ein.

### Tätigkeit im Arbeiter- und Soldatenrat Bremen und in der Räterepublik
Am Abend des 6. November 1918 hielt Frasunkiewicz vom Balkon des Bremer Rathauses eine längere Ansprache vor auf dem Marktplatz versammelten Arbeitern, Matrosen und Soldaten. Er forderte sie auf, Delegierte für den geplanten Arbeiter- und Soldatenrat zu wählen. Dem im Anschluss daran gebildeten Aktionsausschuss gehörte er als führendes Mitglied an. Er setzte sich vehement für ein reines Rätesystem ein und trat gegen die Einberufung einer verfassungsgebenden Nationalversammlung auf, die er „als den Totengräber der Nation“ bezeichnete. Als Delegierter des Bremer Arbeiterrats auf dem 1. Reichskongress der Arbeiter- und Soldatenräte in Berlin (16. – 21. Dezember 1918) gehörte er zur radikalen Minderheit. Die kommunistischen Mitglieder des Bremer Arbeiter- und Soldatenrats (Internationale Kommunisten Deutschlands) betrachteten ihn als Verbindungsmann zur USPD. In dieser Rolle proklamierte er am 10. Januar 1919 wiederum vom Balkon des Rathauses die Räterepublik. Im Exekutivorgan, dem neunköpfigen Rat der Volksbeauftragten, übernahm der Reichstagsabgeordnete Alfred Henke (USPD) den Vorsitz, Frasunkiewicz fungierte als sein Stellvertreter. Sein Antrag, die Wahl der Nationalversammlung am 19. Januar in Bremen zu verhindern, fand im Plenum des Arbeiter- und Soldatenrats keine Mehrheit. Nachdem die Räterepublik bereits nach wenigen Tagen an der von den Banken verhängten Kreditsperre gescheitert war, bereiteten sich Regierungstruppen in Verden/Aller darauf vor, sie militärisch niederzuschlagen. Frasunkiewicz gehörte der zweiten Delegation an, die in der Nacht vom 1. zum 2. Februar mit dem Militärs verhandelte. Trotz weitgehender Zugeständnisse erreichte sie nichts. Die Regierungstruppen schlugen die Räterepublik am 4. Februar 1919 militärisch nieder und etablierten eine „Provisorische Regierung“, die aus fünf Mehrheitssozialisten bestand.

### Tätigkeit als Bezirksparteisekretär der USPD und Abgeordneter der Bremischen Bürgerschaft

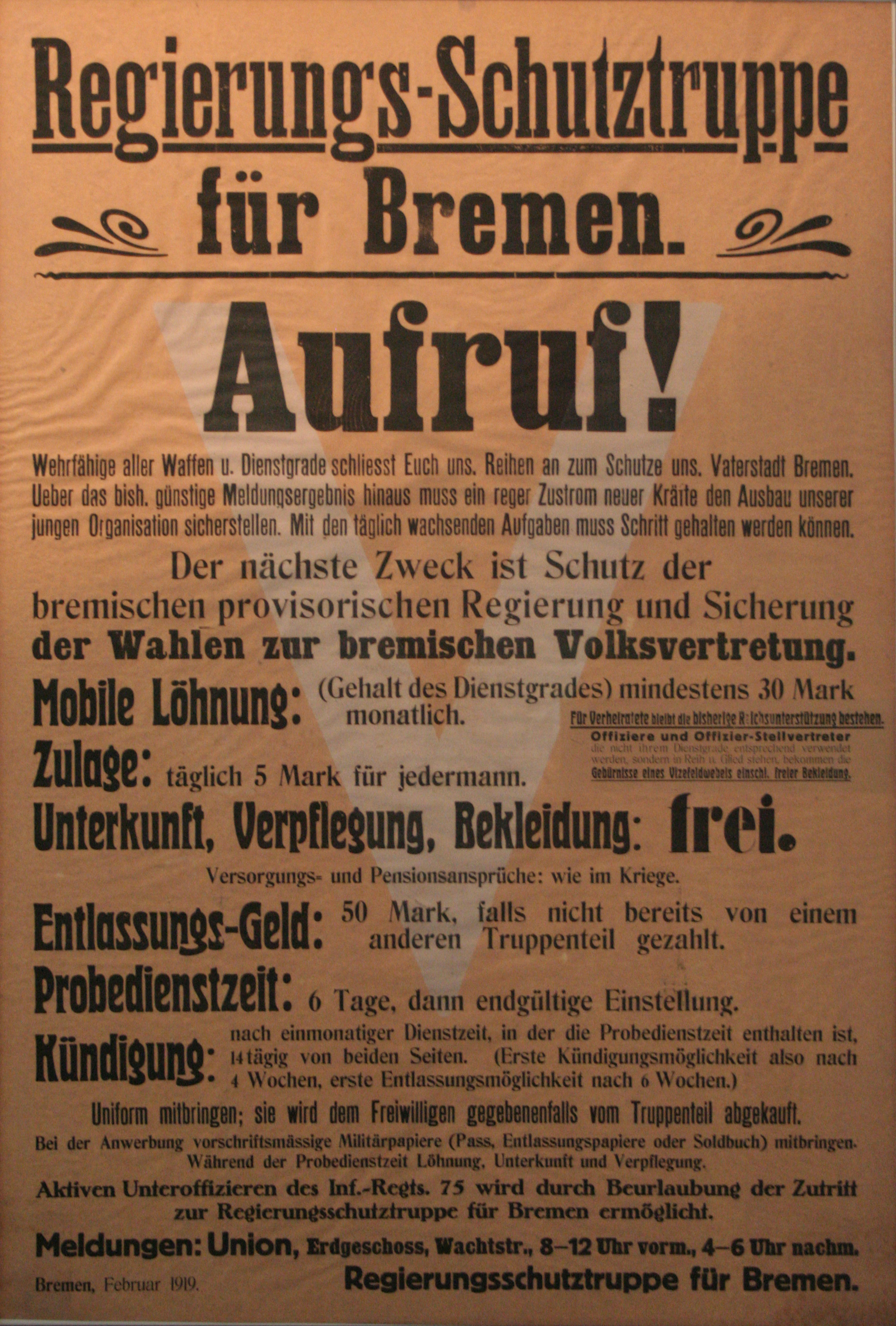

Frasunkiewicz wurde im März 1919 zwei Tage lang inhaftiert und verbrachte vom 22. April bis 9. Juni mehrere Wochen in Untersuchungs- bzw. Schutzhaft. Im August 1919 bestimmte ihn der Vorstand des neu gebildeten Parteibezirks Nordwest (ca. 14.000 Mitglieder) zum Parteisekretär. In dieser Eigenschaft war er unermüdlich tätig und trat in zahlreichen Versammlungen seiner Partei sowie der politischen Gegner als Redner auf. Ein Spitzel der Regierungsschutztruppe zählte ihn Anfang Oktober 1919 anders als den gemäßigteren Alfred Henke zu den Führern des radikalen Parteiflügels. Im Herbst des Jahres gehörte er zu den namhaften Befürwortern eines Beitritts der USPD zur Kommunistischen Internationale und stimmte ihm als Parteitagsdelegierter im Grundsatz zu. Ein Jahr später stimmte er auf dem Hallenser Parteitag dagegen, weil er die mittlerweile von Lenin aufgestellten 21 Bedingungen für die Aufnahme scharf ablehnte. Somit gehörte er zur Minderheit, der so genannten Rest-USPD, die weiterhin als selbständige Partei existierte. Im Bezirk Nordwest hatte sie ohnehin nur vergleichsweise geringe Mitgliederverluste hinnehmen müssen und verfügte in Bremen nach wie vor über mehr Mitglieder als die SPD.
Nach der Bürgerschaftswahl vom 6. Juni 1920 zog Frasunkiewicz als Mitglied der stärksten Fraktion in das bremische Landesparlament ein. Er war ein scharfzüngiger Redner, meldete sich aber nur selten zu Wort. Bei einer Neuwahl am 20. Februar 1921 verfehlte er mit Listenplatz 26 auf der Kandidatenliste ein erneutes Mandat.
Nach der Ermordung des demokratischen Zentrumspolitikers Matthias Erzberger am 26. August 1921 nahm Frasunkiewicz vehement gegen namhafte Bremer USPD-Funktionäre wie Alfred Faust, Hans Hackmack und Alfred Henke Stellung, weil sie für den Eintritt ihrer Partei in eine Koalitionsregierung auf Reichsebene unter bürgerlicher Beteiligung geworben hatten. Während sie sich für die Verteidigung der gefährdeten Republik einsetzten, trat er weiterhin für scharfen Klassenkampf ein. Auch nach der Ermordung des Reichsaußenministers Walter Rathenau am 24. Juni 1922, die von den Organisationen der Arbeiterschaft mit Warnstreiks und Massenkundgebungen beantwortet wurde, behielt er seine skeptische Einstellung zur erneut diskutierten Koalitionsoption bei. Der am 19. Juli verkündeten Entscheidung der USPD-Reichsleitung für den Zusammenschluss der beiden sozialdemokratischen Parteien widersetzte er sich nicht mehr. Nach der vollzogenen Wiedervereinigung im September/Oktober 1922 übte er noch für mehrere Monate die Funktion eines Parteisekretärs aus und trat als Versammlungsredner auf, verlor aber zunehmend an Einfluss. Im März 1923 gab er bekannt, dass das Bezirkssekretariat in Bremen aufgehoben worden sei. Unmittelbar danach übernahm er eine Stelle als Lagerhalter der Konsumgenossenschaft „Vorwärts“ in der bremischen Landgemeinde Arsten.
Am 28. April 1922 zog er als Nachrücker für den ausgeschiedenen Alfred Henke erneut in die Bremische Bürgerschaft ein. Einen Antrag auf Aufhebung seiner Immunität, weil er auf einer Beerdigungsfeier eine klassenkämpferische Rede gehalten und dabei das „Christentum verhöhnt“ habe, lehnte das Plenum am 22. Februar 1923 ab.

### Privatleben und Tod
Über Frasunkiewicz' Privatleben ist wenig bekannt. Am 27. April 1920 heiratete er die 18-jährige Lucie Steinbach, die aus einer Bremer Arbeiterfamilie stammte. Am 17. Januar 1921 gebar sie einen Sohn, der nach dem Vater Adam benannt wurde.
Ende Juli 1923 erkrankte Frasunkiewicz plötzlich an einer Darmkrankheit. Er starb am 31. Juli im Bremer Vereinskrankenhaus nach einer Operation. Alfred Henke hielt im Krematorium des Riensberger Friedhofs die Trauerrede.